# ميغيل دي لا مدريد
ميغيل دي لا مدريد (بالإسبانية: Miguel de la Madrid) (و. 1934 – 2012 م) كان سياسيًا مكسيكيًا تابعًا للحزب الثوري المؤسسي (PRI) الذي شغل منصب الرئيس التاسع والخمسين للمكسيك منذ عام 1982 حتى عام 1988.
ورث دي لا مدريد أزمة اقتصادية ومالية حادة من سلفه خوسيه لوبيز بورتيو نتيجة لانخفاض أسعار النفط العالمية والدين الخارجي المعوق الذي عجزت المكسيك عن سداده قبل أشهر من توليه منصبه، أدخل دي لا مدريد على إثر ذلك سياسات نيوليبرالية كاسحة للتغلب على الأزمة، وبدأت بذلك حقبة من الرؤساء المتوجهين نحو السوق في المكسيك، واتخذ إلى جانب ذلك تدابير التقشف التي تنطوي على تخفيضات كبيرة في الإنفاق العام. على الرغم من هذه الإصلاحات، استمرت معاناة إدارة دي لا مدريد من النمو الاقتصادي السلبي والتضخم لبقية فترة ولايته، في حين كانت الآثار الاجتماعية لتدابير التقشف قاسية بشكل خاص على الطبقات الدنيا والمتوسطة، مع انخفاض الأجور الحقيقية إلى نصف ما كانت عليه في عام 1978 ومع ارتفاع حاد في البطالة في نهاية فترة ولايته.
اشتهرت إدارة دي لا مدريد أيضًا بحملة «التجديد الأخلاقي»، التي كان هدفها المزعوم هو محاربة الفساد الحكومي الذي انتشر على نطاق واسع في ظل الإدارات السابقة، مما أدى إلى اعتقال كبار المسؤولين في إدارة لوبيز بورتيلو.
بالإضافة إلى ذلك، تعرضت إدارته لانتقادات بسبب استجابتها البطيئة لزلزال مدينة مكسيكو عام 1985، والتعامل مع انتخابات عام 1988 المثيرة للجدل والتي أعلن فيها فوز مرشح الحزب الثوري المؤسسي كارلوس ساليناس دي جورتاري، وسط اتهامات بتزوير الانتخابات.

## النشأة والتعليم
ولد ميغيل دي لا مدريد في ولاية كوليما، المكسيك. كان نجل ميغيل دي لا مدريد كاسترو، المحامي البارز (الذي اغتيل عندما كان ابنه في الثانية من عمره فقط)، وأليسيا هورتادو أولدنبورغ. كان جده إنريكي أوكتافيو دي لا مدريد، حاكم كوليما.
تخرج بدرجة البكالوريوس في القانون من الجامعة الوطنية المستقلة في المكسيك (UNAM) وحصل على درجة الماجستير في الإدارة العامة من كلية جون إف كينيدي للإدارة الحكومية بجامعة هارفارد في الولايات المتحدة.
في عام 1953، تعرف على بالوماكورديرو عن طريق شقيقها الأكبر. بدأت المواعدة بين الزوجين في عام 1955 وتزوجا بعد أربع سنوات في كنيسة سانتا روزا دي ليما في كواوتيموك في عام 1959. أنجبا خمسة أطفال هم مارجريتا، وميغيل، وإنريكي أوكتافيو، وفيديريكو لويس وجيراردو أنطونيو.

## عمله المبكر
عمل في بنك المكسيك وألقى محاضرات في القانون في جامعة المكسيك الوطنية المستقلة قبل أن يحصل على منصب في وزارة المالية في عام 1965. بين عامي 1970 و1972، عمل في شركة بتروليوس ميكسيكانوس، وهي شركة النفط الرسمية في المكسيك، وبعد ذلك شغل عدة مناصب بيروقراطية أخرى في حكومة لويس إتشيفيريا. في عام 1979، عُيّن للعمل في حكومة خوسيه لوبيز بورتيلو كوزير للميزانية والتخطيط، ليحل محل ريكاردو غارسيا ساينز.

## انتخابات 1982
لم يكن لدى دي لا مدريد أي خبرة سياسية كمسؤول منتخب قبل أن يصبح مرشح الحزب الثوري المؤسسي. في تقييم عالم السياسة خورخي جي كاستانيدا، عين لوبيز بورتيو دي لا مدريد كمرشح عن طريق الإقصاء، وليس عن طريق الاختيار، وأن بقاء دي لا مدريد في المنافسة لم يُشعر الرئيس بالخطر أبدًا. كان المتنافسون الآخرون هم خافيير غارسيا بانياغوا وديفيد إيبارا مونيوز. عندما كُشف عن ترشيحه، قوبل ذلك بعداء غير عادي من بعض قطاعات المؤسسة السياسية، وهو مؤشر على الخلاف الناشئ بين السياسيين القدامى والتكنوقراط الناشئين. لم يترشح دي لا مدريد ضد مرشح معارضة قوي. وشدد خطاب حملته الانتخابية على القيم الليبرالية التقليدية المتمثلة في التمثيل والفدرالية وتعزيز السلطة التشريعية والقضائية. كان هناك إقبال كبير على الانتخابات، لأول مرة منذ سنوات عديدة، وصوتت أغلبية ساحقة لصالح دي لا مدريد.

## فترة الرئاسة
ورث دي لا مدريد الكارثة المالية عن سلفه، فقد شهدت المكسيك نموًا سلبيًا لنصيب الفرد طوال فترة ولايته بأكملها. كان تعامل دي لا مدريد مع زلزال مكسيكو سيتي المدمر عام 1985 بمثابة خطأه الكبير. وكانت نهاية إدارته أسوأ من ذلك، مع اختياره لكارلوس ساليناس دي جورتاري خلفًا له، والانقسام في الحزب الثوري المؤسسي مع خروج كواوتيموك كارديناس، واعتبار تعامل الحكومة مع الاقتراع مع نتائج الانتخابات مزورة. لكن كان لإدارته بعض الإيجابيات المضيئة، إذ أصبحت المكسيك عضوًا في الاتفاقية العامة بشأن التعريفات الجمركية والتجارة (الجات) في عام 1985. وكانت المكسيك أيضًا جزءًا من عملية كونتادورا لإيجاد حل للصراعات في أمريكا الوسطى.

### السياسة الاقتصادية
خلافًا لزعماء المكسيك السابقين، كان رئيسًا موجهًا نحو السوق. ارتفع التضخم بمتوسط 100% سنويًا ووصل إلى مستوى غير مسبوق بلغ 159% في عام 1987. وارتفع معدل البطالة الجزئية إلى 25% خلال منتصف الثمانينيات، وانخفض الدخل، وكان النمو الاقتصادي غير منتظم لأن الأسعار ارتفعت بسرعة أكبر بكثير من الدخل.
وكان كل ذلك بمثابة تذكير صارخ بسوء الإدارة الفادح والسياسات التي اتبعها أسلافه، وخاصة تمويل التنمية بالإفراط في الاقتراض من الخارج، والذي كان يقابله في كثير من الأحيان هروب رؤوس الأموال الداخلية بكثافة. كان دي لا مدريد نفسه وزيرًا للميزانية والبرمجة في عهد لوبيز بورتيلو، وعلى هذا النحو كان ينظر إليه من قبل الكثيرين على أنه مسؤول مشارك عن الأزمة التي كان عليه هو نفسه التعامل معها عند توليه منصبه. وكرد فعل فوري على الأزمة الاقتصادية، قدم لأول مرة برنامج إعادة التنظيم الاقتصادي الفوري، وبعد شهرين، قدم خطة التنمية الوطنية. وكانت بعض التدابير المقترحة هي خفض الإنفاق العام، والإصلاحات المالية، وإعادة هيكلة البيروقراطية، وحماية العمالة.
خلال فترة رئاسته، أدخل دي لا مدريد إصلاحات اقتصادية نيوليبرالية شجعت الاستثمار الأجنبي، وخصخصة واسعة النطاق للصناعات التي تديرها الدولة، وخفض التعريفات الجمركية، وهي العملية التي استمرت في عهد خلفائه، والتي لفتت انتباه صندوق النقد الدولي ومراقبين دوليين آخرين على الفور. في يناير 1986، انضمت المكسيك إلى الاتفاقية العامة بشأن التعريفات الجمركية والتجارة (الجات) في أعقاب جهودها لإصلاح اقتصادها وتحقيق اللامركزية فيه. انخفض عدد الصناعات المملوكة للدولة من حوالي 1155 في عام 1982 إلى 412 في عام 1988. وأعاد دي لا مدريد خصخصة الشركات التي كانت تديرها الدولة في عهد أسلافه، وسعى إلى تحسين العلاقات بين القطاعين العام والخاص، لكن القطاع الخاص بدأ بدعم مرشحي المعارضة رغم ذلك. ونظرًا للظروف الاقتصادية الصعبة التي ورثها عن سلفه، اتبع سياسات التقشف الاقتصادي، بدلًا من الإنفاق بالاستدانة.

## روابط خارجية
- ميغيل دي لا مدريد على موقع الموسوعة البريطانية (الإنجليزية)
- ميغيل دي لا مدريد على موقع مونزينجر (الألمانية)
- ميغيل دي لا مدريد على موقع إن إن دي بي (الإنجليزية)